# Arianne Jones
Pour les articles homonymes, voir Jones.
Arianne Jones (née le 21 septembre 1990 à Calgary, dans l'Alberta) est une lugeuse canadienne.

## Carrière
Elle débute au niveau international lors de la saison 2010-2011, et participe aux 2014, où elle termine au 13e rang. En décembre 2014, elle obtient son premier podium individuel en terminant troisième de la manche de Calgary.

## Palmarès
- Jeux olympiques
  - 13e en simple en 2014.
- Championnats du monde
  - 8e en simple en 2013.

- Coupe du monde
  - Meilleur classement général : 11e en 2012.
  - 1 podium individuel : 1 troisième place.